# Триакісоктаедр
Триакісокта́едр (від дав.-гр. τριάχις — «тричі», οκτώ — «вісім» і ἕδρα — «грань»), також званий триго́н-триокта́едром, — напівправильний многогранник (каталанове тіло), двоїстий зрізаному кубу. Складений із 24 однакових тупокутних рівнобедрених трикутників, у яких один із кутів дорівнює {\displaystyle \arccos \,{\frac {1-2{\sqrt {2}}}{4}}\approx 117{,}20^{\circ },} а два інші по {\displaystyle \arccos \,{\frac {2+{\sqrt {2}}}{4}}\approx 31{,}40^{\circ }.}
Має 14 вершин; у 6 вершинах (розташованих так само, як вершини октаедра) сходяться своїми гострими кутами по 8 граней, у 8 вершинах (розташованих так само, як вершини куба) сходяться тупими кутами по 3 грані.
У триакісоктаедра 36 ребер — 12 «довгих» (розташованих так само, як ребра октаедра) і 24 «коротких» (разом утворюють фігуру, ізоморфну — але не ідентичну — кістяку ромбододекаедра). Двогранні кути при будь-якому ребрі однакові і дорівнюють {\displaystyle \arccos \left(-{\frac {3+8{\sqrt {2}}}{17}}\right)\approx 147{,}35^{\circ }.}
Триакісоктаедр можна отримати з октаедра, приклавши до кожної його грані правильну трикутну піраміду з основою, що дорівнює грані октаедра, і висотою, яка в {\displaystyle 3{\sqrt {3}}+2{\sqrt {6}}\approx 10{,}10} разів менша від сторони основи. При цьому отриманий многогранник матиме по 3 грані замість кожної з 8 граней початкового — що й пояснює його назву.
Триакісоктаедр — одне з шести каталанових тіл, у яких немає гамільтонового циклу; гамільтонового шляху для всіх шести також немає.

## Метричні характеристики
Якщо «короткі» ребра триакісоктаедра мають довжину {\displaystyle a}, то його «довгі» ребра мають довжину. {\displaystyle {\frac {1}{2}}\left(2+{\sqrt {2}}\right)a\approx 1{,}71a,} а площа поверхні та об'єм виражаються як
{\displaystyle S=3{\sqrt {7+4{\sqrt {2}}}}\;a^{2}\approx 10{,}6729419a^{2},}
{\displaystyle V={\frac {1}{2}}\left(3+2{\sqrt {2}}\right)a^{3}\approx 2{,}9142136a^{3}.}
Радіус вписаної сфери (що дотикається до всіх граней многогранника в їхніх інцентрах) при цьому дорівнюватиме
{\displaystyle r={\frac {1}{2}}{\sqrt {\frac {23+16{\sqrt {2}}}{17}}}\;a\approx 0{,}8191407a,}
радіус напіввписаної сфери (що дотикається до всіх ребер)
{\displaystyle \rho ={\frac {1}{4}}\left(2+{\sqrt {2}}\right)a\approx 0{,}8535534a.}
Описати навколо триакісоктаедра сферу — так, щоб вона проходила через усі вершини, — неможливо.

## Примітні властивості
Триакісоктаедр ізоморфний зірчастому октаедру; це означає, що між гранями, ребрами і вершинами двох цих многогранників можна встановити взаємно однозначну відповідність так, що відповідні ребра з'єднують відповідні вершини і т. д. Інакше кажучи, якби «шарнірно з'єднані» між собою грані та ребра многогранника можна було стискати й розтягувати (але не згинати), триакісоксаедр удалося перетворити на зірчастий октаедр, і навпаки.